# Cow (groupe)
Pour les articles homonymes, voir Cow.
Cow est un groupe allemand de country alternative, originaire de Hambourg.

## Historique
Le groupe se forme en 1999 lors de sessions réunissant Peta Devlin (Die Braut haut ins Auge), Thomas Wenzel (Die Sterne, Die Goldenen Zitronen) et Eckhard « Ecki » Heins (notamment musicien de sessions avec Fink), qui présente des extraits sous le nom de Peta Devlin & Band. Avec Thomas Butteweg (ancien membre d'Incredible Sinalco Bums), le groupe se rebaptise Cow, publie un EP en autoproduction et s'est fait d'abord un nom en concert avec des reprises. En 2002, le label Trikont (de) publie le premier et seul album du groupe.

## Discographie
Albums
- 1999 : Cow - Die Erste (EP)
- 2002 : Feeding Time (Trikont)

Compilations
- 2000 : Land of the Kantrie Giants (XXS Records/Indigo) : The Truth, the Whole Truth and Nothing but the Truth…
- 2002 : Johnny Cash revisited – A Boy named Sue (Trikont) : Jackson
- 2003 : Late Lounge Allstars – Pop ist Sheriff 3 (Hazelwood): Household Full of Strangers

## Source de la traduction
- (de) Cet article est partiellement ou en totalité issu de l’article de Wikipédia en allemand intitulé « Cow (Band) » (voir la liste des auteurs).